# Испанская королевская академия наук
Испанская королевская академия наук (исп. Real Academia de Ciencias Exactas, Físicas y Naturales) — ведущая научная организация Испании, организующая исследования в области математики, физики, химии, биологии, техники и смежных наук. Входит в состав Института Испании. Основана в 1847 году декретом королевы Изабеллы II.

## История
Предшественница современной Академии наук, Академия математики, была учреждена в Мадриде в 1582 году во время правления Филиппа II. Академия возникла благодаря среде общения космографов, архитекторов, артиллерийских экспертов и гражданских и военных инженеров-строителей, которые находились на королевской службе. В Испании конца XVI века был спрос на преподавание математики с учётом её практического применения в разнообразных областях знаний и практической деятельности, таких как коммерция, космография, астрология, навигация, военное дело, строительство.
Идея создания Академии математики возникла у архитектора Хуана де Эррера, который стал её первым директором (1583—1597). Академия математики была основана в Лиссабоне (Португалия в то время входила в состав Испании) 25 декабря 1582 года, и начала функционировать в октябре следующего года в здании Мадридского Алькасара, в котором располагалась резиденция испанских монархов, а через некоторое время — в отдельном здании, на месте которого в настоящее время находится Королевский оперный театр. В 1612 году Академия переехала в дом маркиза Леганеса, где вела свою деятельность примерно до 1630 года, когда всё имущество, доходы и инструменты Академии были переданы институту святого Исидора.
Впоследствии, в 1737 году, была создана Королевская академия фармацевтики. В конце 1740-х годов, во время правления Фердинанда VI, министр финансов маркиз Энсенада поручил известному математику Хорхе Хуану Сантасилья разделить эту академию на самостоятельные подразделения, а в 1752 году был подготовлен план создания Королевского научного общества в Мадриде. Но в 1754 году Энсенада был отстранён от власти и арестован, в связи с чем его план создания научного общества остался нереализованным. Лишь 7 февраля 1834 года был издан указ королевы Марии Кристины — регентши при малолетней Изабелле — о создании Королевской академии наук в Мадриде, впоследствии заменённый указом Изабеллы II от 25 февраля 1847 года о создании Академии математики, физики и естественных наук. Созданная академия проводила первые мероприятия в различных местах вплоть до 1897 года, когда разместилась в своей нынешней штаб-квартире на улице Вальверде, дома 22 и 24 (помещения, которые ранее занимала Королевская академия испанского языка).

## Организационная структура
Академия состоит из 54 действительных членов, 90 членов-корреспондентов, почётных членов и иностранных членов.

## Президенты Академии
- 1848—1866 — Антонио Ремон Сарко дель Валье-и-Уэт
- 1866—1882 — Хосе Солано де ла Маталинарес, маркиз Сокорро
- 1882—1901 — Сиприано Сегундо Монтесино, герцог де ла Викториа
- 1901—1916 — Хосе Эчегарай-и-Эйсагирре
- 1916—1922 — Амос Сальвадор Родриганьес
- 1922—1928 — Хосе Родригес Каррасидо
- 1928—1934 — Леонардо Торрес Кеведо
- 1934—1938 — Блас Кабрера Фелипе
- 1940—1958 — Хосе Касарес Гил
- 1958—1966 — Альфонсо Пенья Боуф
- 1966—1970 — Хулио Паласиос Мартинес
- 1970—1985 — Мануэль Лора Тамайо
- 1985—2002 — Анхель Мартин Мунисио
- 2002—2005 — Карлос Санчес де Рио-и-Сьерра
- 2005—2009 — Альберто Галиндо Тикейр
- 2009—2012 — Мигель Аларио Франко
- 2012—2015 — Альберто Галиндо Тиксаире
- 2015—2018 — Хосе Эльгеро Бертолини[исп.]
- 2018 — настоящее время — Хесус Мария Санс Серна.